# Râul Lujerdiu
Râul Lujerdiu este un curs de apă, afluent al râului Someșul Mic. 